# ایزاک کارسلین
ایزاک کارسلین (انگلیسی: Isaac Carcelén؛ زادهٔ ۲۳ آوریل ۱۹۹۳) بازیکن فوتبال اهل اسپانیا است.
از باشگاه‌هایی که در آن بازی کرده‌است می‌توان به باشگاه فوتبال رئال بتیس و باشگاه فوتبال رئال ساراگوسا اشاره کرد.